# زوران دراگیچ
زوران دراگیچ (اسلوونیایی: Zoran Dragić؛ زادهٔ ۲۲ ژوئن ۱۹۸۹) یک بازیکن بسکتبال اهل اسلوونی است.